# Colchicum bulbocodium
Colchicum bulbocodium Ker Gawl. è una pianta della famiglia Colchicaceae, diffusa in Europa.

## Descrizione
È una pianta erbacea perennealta fino a 20 centimetri. Dal bulbo ovoidale di colore brunastro in primavera nascono fiori e foglie. Le foglie sono solitamente tre, lanceolate e carenate e costituiscono una guaina per il fiore, solitamente unico, rosa o lilla, più raramente bianco. Sei tepali formano il perigonio. Il fiore contiene sei stami e uno stilo.

## Distribuzione e habitat
Questa pianta popola prati e pascoli ben drenati, con una predilezione verso i terreni sabbiosi, evitando i ristagni d'acqua, che porterebbero il bulbo a marcire.